# Floortje Mackaij
Floortje Mackaij (Woerden, 18 oktober 1995) is een Nederlands wielrenster en marathonschaatsster die sinds 2023 uitkomt voor het Spaanse Movistar Team.
Vanaf haar stage eind 2013 tot en met 2022 reed ze voor Team DSM (voorheen Giant-Shimano, Liv-Plantur en Team Sunweb). Sinds 2023 komt ze uit voor het Spaanse Movistar.
In 2013 werd ze Nederlands kampioene tijdrijden bij de junioren. Haar belangrijkste overwinning als elite is Gent-Wevelgem in 2015. In ploegverband won ze met Team Sunweb het WK ploegentijdrit en met de Nederlandse ploeg het Europees kampioenschap gemengde ploegenestafette in 2019.
Ze is een dochter van voormalig wielrenner Ron Mackay. Daarnaast komt ze in het marathonschaatsen uit namens Lasaulec.

## Overwinningen

### Wegwielrennen
2013
3e etappe Energiewacht Tour, Junioren
Puntenklassement Energiewacht Tour, Junioren
 Nederlands kampioene tijdrijden, Junioren
2014
Parel van de Veluwe
2015
Gent-Wevelgem
3e etappe GP Elsy Jacobs
Punten- en jongerenklassement GP Elsy Jacobs
Jongerenklassement BeNe Ladies Tour
3e etappe Lotto Belgium Tour
2016
 Jongerenklassement Energiewacht Tour
2017
 WK ploegentijdrit in Bergen
2018
Omloop van de Westhoek
1e en 4e etappe Tour de Feminin - O cenu Českého Švýcarska
2019
 Europees kampioenschap gemengde ploegenestafette
2021
Eindklassement Trophée des Grimpeuses
2e etappe Trophée des Grimpeuses
2023
Ronde van Valencia

### Uitslagen in voornaamste wedstrijden
| Jaar | Milaan-San Remo | Gent-Wevelgem | Ronde van Vlaanderen | Parijs-Roubaix | Amstel Gold Race | Luik-Bast.‑Luik | Brabantse Pijl | Le Samyn | Omloop Het Nieuwsblad |  | WK op de weg |
| ---- | --------------- | ------------- | -------------------- | -------------- | ---------------- | --------------- | -------------- | -------- | --------------------- |  | ------------ |
| 2014 |                 |               | 73e                  |                |                  |                 |                | 48e      | 32e                   |  |              |
| 2015 |                 | ↑             | 46e                  |                |                  |                 |                | 28e      | 79e                   |  |              |
| 2016 |                 | 26e           | 47e                  |                |                  |                 |                | 4e       | 13e                   |  |              |
| 2017 |                 | 37e           | 34e                  |                | 35e              | 43e             |                | 15e      | 34e                   |  |              |
| 2018 |                 | 8e            | 14e                  |                | 26e              |                 |                | ↑        | 32e                   |  |              |
| 2019 |                 | 53e           | 19e                  |                | 27e              | ↑               | 5e             |          | 10e                   |  | 33e          |
| 2020 |                 | 31e           | 12e                  |                |                  | 12e             | ↑              |          | ↑                     |  | 92e          |
| 2021 |                 | 19e           | 17e                  | 33e            | 29e              |                 |                |          | 72e                   |  |              |
| 2022 |                 | 18e           | 14e                  | 6e             | 23e              |                 |                |          | 18e                   |  |              |
| 2023 |                 |               | 28e                  | 32e            | 35e              | 61e             |                |          | 21e                   |  |              |
| 2024 |                 | 18e           | 81e                  |                |                  |                 | 75e            |          |                       |  |              |
| 2025 | 86e             | 15e           |                      | 47e            | 76e              |                 |                |          |                       |  |              |

### Gravel
2021
 NK Gravel

## Ploegen
- 2013 –  Team Argos-Shimano (stagiaire vanaf 8 augustus)
- 2014 –  Team Giant-Shimano
- 2015 –  Team Liv-Plantur
- 2016 –  Team Liv-Plantur
- 2017 –  Team Sunweb
- 2018 –  Team Sunweb
- 2019 –  Team Sunweb
- 2020 –  Team Sunweb
- 2021 –  Team DSM
- 2022 –  Team DSM
- 2023 –  Movistar Team
- 2024 –  Movistar Team
- 2025 –  Movistar Team

Becker · Busser · Garner · Gebhardt · Johrend · Knol · Mackaij · Markus · Pieters · Tromp · Wild
De Vries · Garner · Knol · Lichtenberg · Mackaij · Mustonen · Pieters · Polspoel · Soek · Stijns · Wild
Garner · Knol · Lichtenberg · Mackaij · Mustonen · Pieters · Polspoel · Soek · Stijns · Stultiens · Weaver
Kirchmann · Mackaij · Markus · Mustonen · Slik · Soek · Stijns · Stultiens · Taylor · Weaver
Brand · Kirchmann · Labous · Lippert · Mackaij · Rivera · Slik · Soek · Stultiens · Van Dijk · Weaver
Brand · Kirchmann · Labous · Lippert · Mackaij · Mathiesen · Rivera · Soek · Van Dijk · Winder
Andersen · Brand · Ensing · Georgi · Kirchmann · Labous · Lippert · Mackaij · Mathiesen · Rivera · Soek
Andersen · Georgi · Henderson · Jackson · Kirchmann · Koch · Labous · Lippert · Mackaij · Mathiesen · Olausson · Rivera · Soek · Wiebes
Andersen · Georgi · Jastrab · Kirchmann · Koch · Labous · Lippert · Mackaij · Olausson · Peperkamp · Rivera · Soek · Wiebes
Barale · Curinier · Georgi · Jastrab · Kirchmann · Koch · Kool · Labous · Lippert · Mackaij · Peperkamp · Uijen · Wiebes
Aalerud · Biannic · Bjerg · Erić · Gigante · González · Gutiérrez · Lippert · Mackaij · Martín · Meijering (vanaf 1/5) · Oyarbide · Patiño · Rodríguez · Sierra · Van Vleuten
Baril · Biannic · Bjerg · Erić · Ferguson (stage vanaf 1/8) · Gutiérrez · Lippert · Mackaij · Martín · Meijering · Patiño · Laura Ruiz Pérez · Lucía Ruiz Pérez · Sierra · Steels
Baril · Biannic · Erić · Ferguson · Gutiérrez · Lippert · Lloyd · Mackaij · Magalhães · Martín · Meijering · Ostiz (stage vanaf 1/8) · Patiño · Laura Ruiz Pérez · Lucía Ruiz Pérez · Reusser · Sierra · Steels